# Paecilaema chiriquiensis
Paecilaema chiriquiensis is een hooiwagen uit de familie Cosmetidae.